# Come Swing with Me (Beverly Kenney)
| Recensione | Giudizio |
| ---------- | -------- |
| AllMusic   | [ 1 ]    |

Come Swing with Me è il secondo album discografico della cantante jazz statunitense Beverly Kenney, pubblicato dall'etichetta discografica Roost Records nel settembre del 1956.

## Tracce
Lato A
1. Give Me the Simple Life – 2:19 (Rube Bloom, Harry Ruby)
2. I Guess I'll Hang My Tears Out to Dry – 2:58 (Sammy Cahn, Jule Styne)
3. The Trolley Song – 1:52 (Ralph Blane, Hugh Martin)
4. Violets for My Furs – 2:53 (Tom Adair, Matt Dennis)
5. This Can't Be Love – 1:46 (Lorenz Hart, Richard Rodgers)
6. Scarlet Ribbons – 1:57 (Jack Segal, Evelyn Danzig)

Lato B
1. If I Were a Bell – 2:07 (Frank Loesser)
2. Why Try to Change Me Now – 3:33 (Joseph McCarthy, Cy Coleman)
3. Swinging on a Star – 3:00 (Johnny Burke, Jimmy Van Heusen)
4. You Go to My Head – 2:37 (Haven Gillespie, J. Fred Coots)
5. It Ain't Necessarily So – 1:31 (Ira Gershwin, George Gershwin)
6. You Make Me Feel so Young – 2:09 (Mack Gordon, Josef Myrow)

## Musicisti
- Beverly Kenney - voce
- Ralph Burns - conduttore orchestra, arrangiamenti
- Nick Travis - tromba
- Julius Watkins - corno francese
- Al Epstein - clarinetto
- Sam Marowitz - sassofono alto
- George Berg - sassofono baritono
- Danny Bank - sassofono baritono
- Moe Wechsler - pianoforte
- Billy Bauer - chitarra
- Barry Galbraith - chitarra
- Janet Putnam - arpa
- Milt Hinton - contrabbasso
- Don Lamond - batteria
- Ted Sommer - bongos[3]